# Augochlora amphitrite
Augochlora amphitrite är en biart som först beskrevs av Carlos Schrottky 1909.  Augochlora amphitrite ingår i släktet Augochlora och familjen vägbin. Inga underarter finns listade.